# Nouamghar
Nouamghar (ou Nouâmghâr) est une ville côtière et une commune de l'ouest de la Mauritanie, située à l'entrée du cap Timiris, dans la région du Dakhlet Nouadhibou, à la frontière avec celle de l'Inchiri.
C'est l'un des points d'accès par le sud au Parc national du banc d'Arguin.

## Population
Lors du recensement de 2000, Nouamghar comptait 4 151 habitants.